# Monte Cardosa
Il monte Cardosa o più semplicemente Cardosa è un monte situato nel Parco nazionale dei Monti Sibillini, nelle Marche in Provincia di Macerata, alto 1818 metri, sulla cui sommità è posta una croce.
Una minima parte del monte è inclusa nella provincia di Perugia.

## Etimologia del nome
Il nome Cardosa deriva dall'elevata presenza dei cardi, pianta molto diffusa sui Monti Sibillini.

## Paesi vicini
Alle pendici di Cardosa si trovano i paesi di Castelsantangelo sul Nera, Nocelleto, Rapegna, Visso e Borgo San Giovanni nelle Marche.

## Percorsi
Cardosa è raggiungibile da vari posti: dai comuni di Visso, Castelsantangelo sul Nera e Preci e da Poggio Sommorto.